# Holy Hell
Pour les articles homonymes, voir Holy Hell (homonymie).
Pour plus de détails, voir Fiche technique et Distribution.
Holy Hell est un film documentaire américain écrit et réalisé par Will Allen et sorti en 2016.
Le film porte un regard intérieur sur Buddha Field, une secte de West Hollywood fondée par un professeur charismatique dans les années 1980 et qui a finalement implosé.

## Liminaire
Le 2 décembre 2015, lors de la présentation de la programmation du festival du film de Sundance, les organisateurs ont tenu secret le nom du réalisateur du film, concourant dans la section documentaire américain et projeté au festival le 25 janvier. Le nom du réalisateur n'a été dévoilé que le 4 janvier 2016, date à laquelle Allen a déclaré que son nom a été tu afin qu'il puisse terminer le film et minimiser la possibilité que quelques-uns des sujets du film interfèrent dans son travail.

## Synopsis
Tout juste sorti de l'université, Will Allen, un jeune cinéaste idéaliste, rejoint une communauté spiritualiste secrète dirigée par un gourou charismatique. Son appareil photo à la main, il a documenté vingt ans de vie à l'intérieur de cette secte. Allen a tout enregistré, nous offrant une vue sans précédent sur les idéaux extrêmes et les attentes des personnes qui composent cette communauté, née à Los Angeles, connue pour être la ville des sectes.
Allen demande aux membres de cette secte dissoute de se réconcilier avec leur passé et de parler de la supercherie incroyable qu'ils ont vécue. Holy Hell pose cette question brûlante « Que sommes-nous prêts à croire pour arriver à notre plus grand bonheur ? ».

## Fiche technique
- Réalisateur : Will Allen
- Producteur exécutif : Cheryl Sanders, Michael C. Donaldson, Julian Goldstein
- Producteur : Will Allen, Tracey Harnish, Alexandra Johne
- Photographie : Polly Morgan, Will Allen
- Monteur : Will Allen, Sean Jarrett